# Flaga Estońskiej SRR
Flaga Estońskiej Socjalistycznej Republiki Radzieckiej w opisanej wersji obowiązywała od 6 lutego 1953 roku.
Dominującym kolorem flagi była czerwień – barwa flagi ZSRR. Kolor ten od czasów Komuny Paryskiej był symbolem ruchu komunistycznego i robotniczego, jako nawiązanie do przelanej przez robotników krwi.
Flaga w lewym górnym rogu zawierała wizerunek złotego sierpa i młota oraz umieszczoną nad nimi czerwoną pięcioramienna gwiazdę w złotym obramowaniu. Sierp i młot symbolizowały sojusz robotniczo-chłopski, a czerwona gwiazda – przyszłe, spodziewane zwycięstwo komunizmu we wszystkich pięciu częściach świata. Ponadto przez takie umieszczenie symboli flaga nawiązywała graficznie do flagi ZSRR.
Na fladze umieszczono stylizowany zarys morskich fal, co miało podkreślać związek kraju z morzem.
W trakcie walki o odzyskanie niepodległości, w końcu lat 80. Estończycy powszechnie posługiwali się dawną flagą niepodległej Estonii, obowiązującą do 1940 roku tj. do czasu aneksji kraju przez ZSRR. Po odzyskaniu niepodległości przez Estonię radziecki symbol, jako oznakę zniewolenia szybko zastąpiono nową flagą, przywracając tradycyjną flagę Estonii. 

## Pierwotna wersja flagi Estońskiej SRR

Flaga Estońskiej SRR w latach 1940 – 1953

Pierwotna wersja flagi, obowiązująca od wcielenia Estonii w skład Związku Radzieckiego w 1940 roku różniła się od wersji z 1953 r. Flaga z tego okresu była jednolicie czerwona, a w lewym górnym rogu, nad skrzyżowanymi sierpem i młotem (bez gwiazdy) znajdował się skrót estońskiej nazwy kraju: ENSV (od Eesti Nõukogude Sotsialistlik Vabariik – Estońska Socjalistyczna Republika Radziecka).